# Fort Sarah-Bernhardt
Pour les articles homonymes, voir Fort, Sarah Bernhardt et Bernhardt.
Le fort Sarah Bernhardt est un fortin militaire du XIXe siècle de Belle-Île-en-Mer dans le Morbihan en Bretagne, où la célèbre comédienne française Sarah Bernhardt (1844-1923) passe ses vacances d'été durant 30 ans, entre 1894 et 1922. Il est transformé en musée Sarah Bernhardt dans les années 2000. Propriété du conservatoire du littoral, le fort est inscrit aux monuments historiques depuis 2000, et labellisé Maisons des Illustres en 2011, et une importante partie du domaine de 46 hectares est transformé depuis 1984 en golf de Belle-Île-en-Mer.

## Origine militaire
En 1859, ce corps de garde crénelé modèle 1846 est édifié à l’extrême nord de Belle-Île, sur la pointe des Poulains, par le Second Empire, avec pont-levis, mâchicoulis et meurtrières... Le phare des Poulains est construit en 1868.

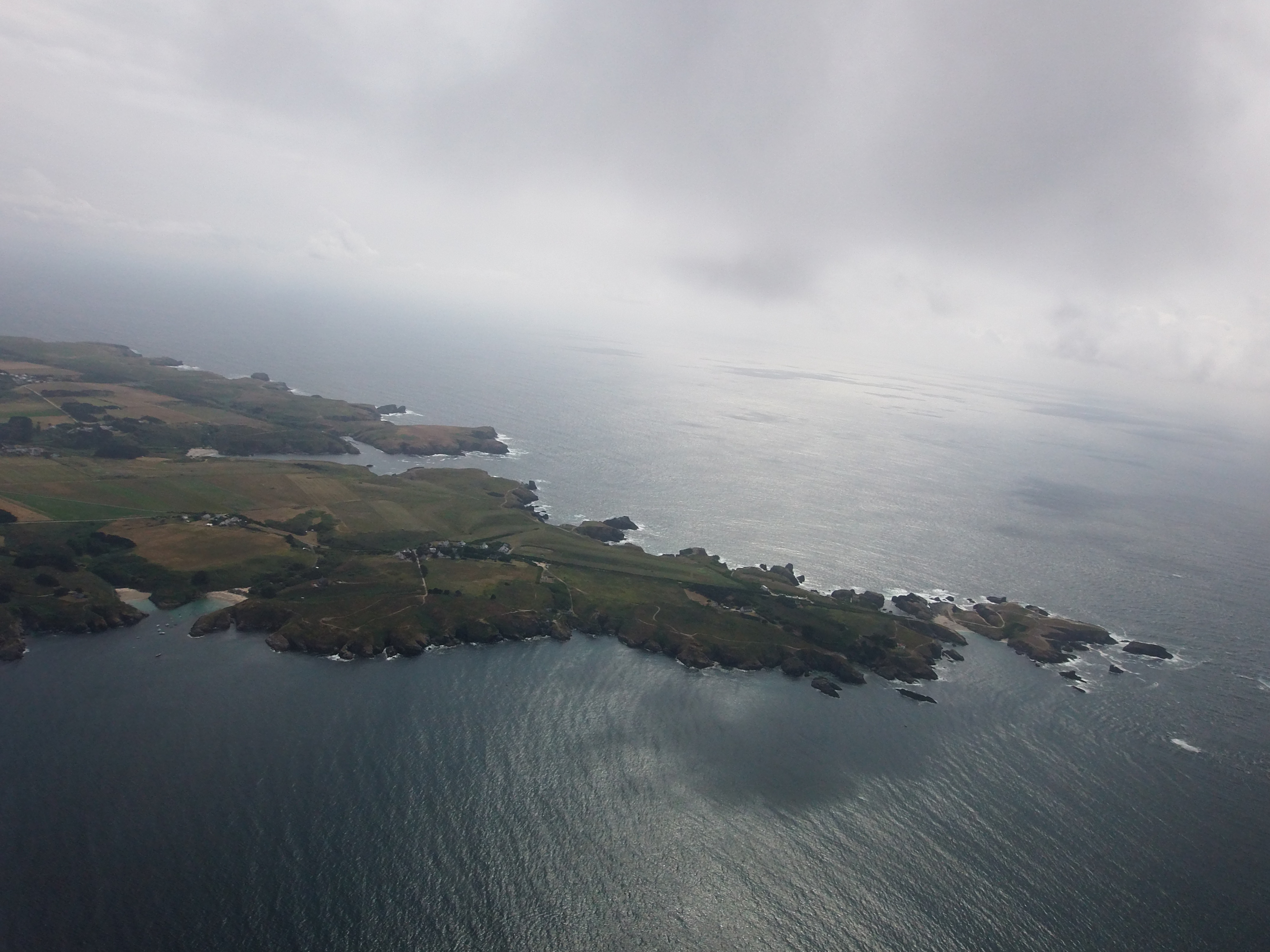
Pointe des Poulains, vue du ciel
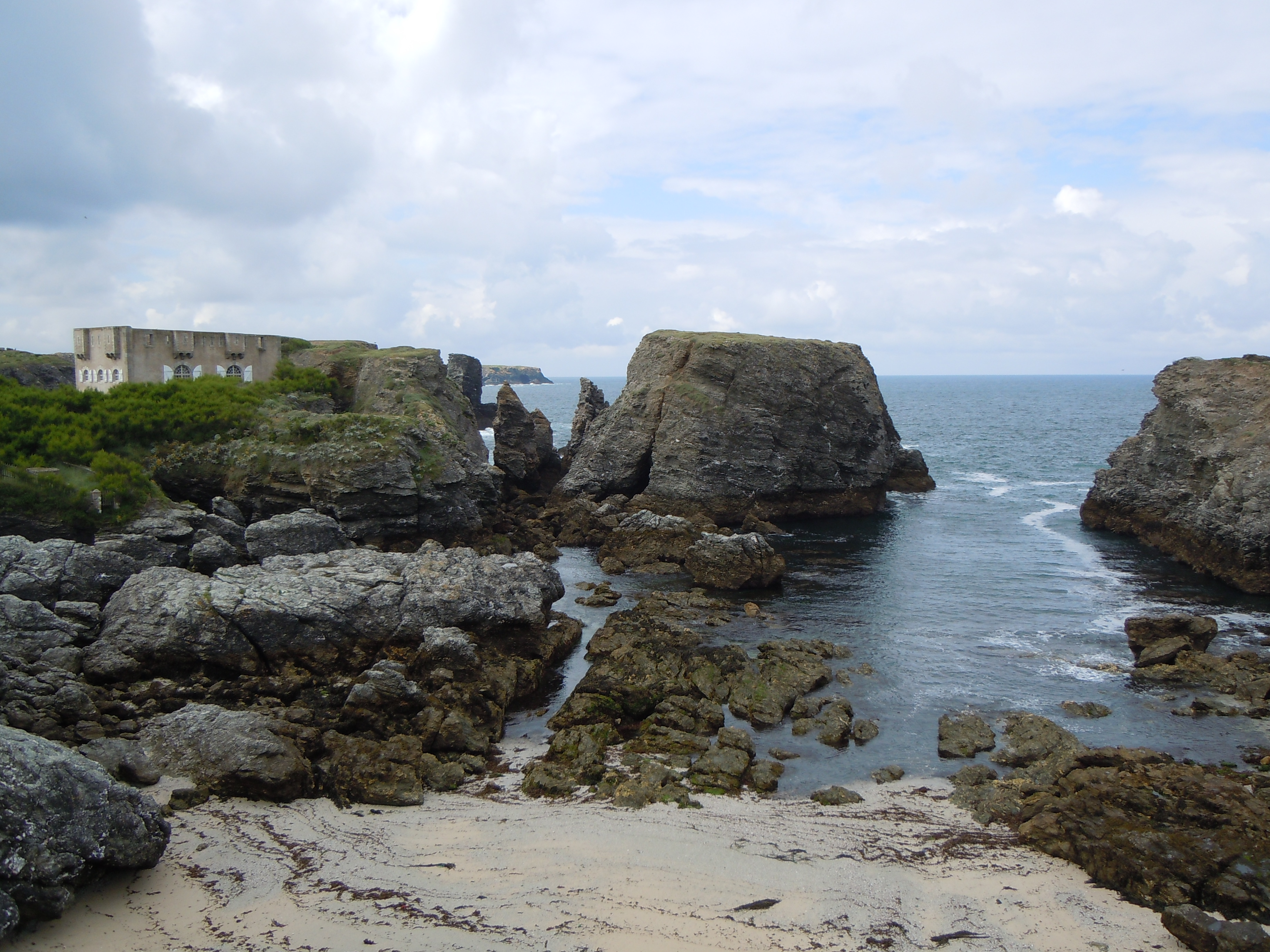
Fortin militaire, Pointe des Poulains.
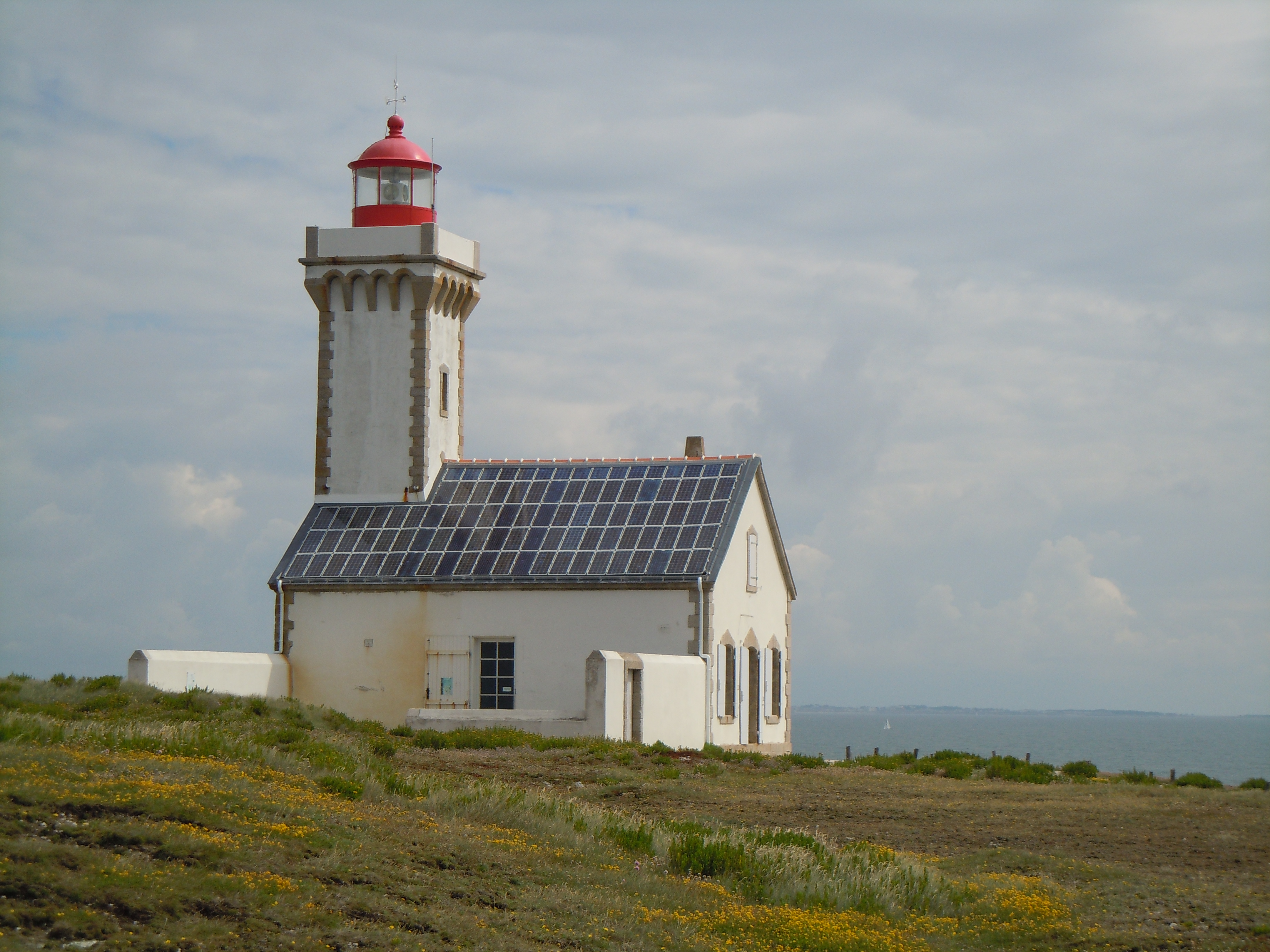
Phare des Poulains.

## Sarah Bernhardt
En 1894, Sarah Bernhardt, âgée de 50 ans, est au sommet de sa gloire et passe pour la première star internationale de l'histoire du monde du spectacle. Elle a un coup de foudre pour Belle-Île-en-Mer, qu'elle découvre avec son ami le peintre Georges Clairin, et dont elle fait immédiatement son paradis.

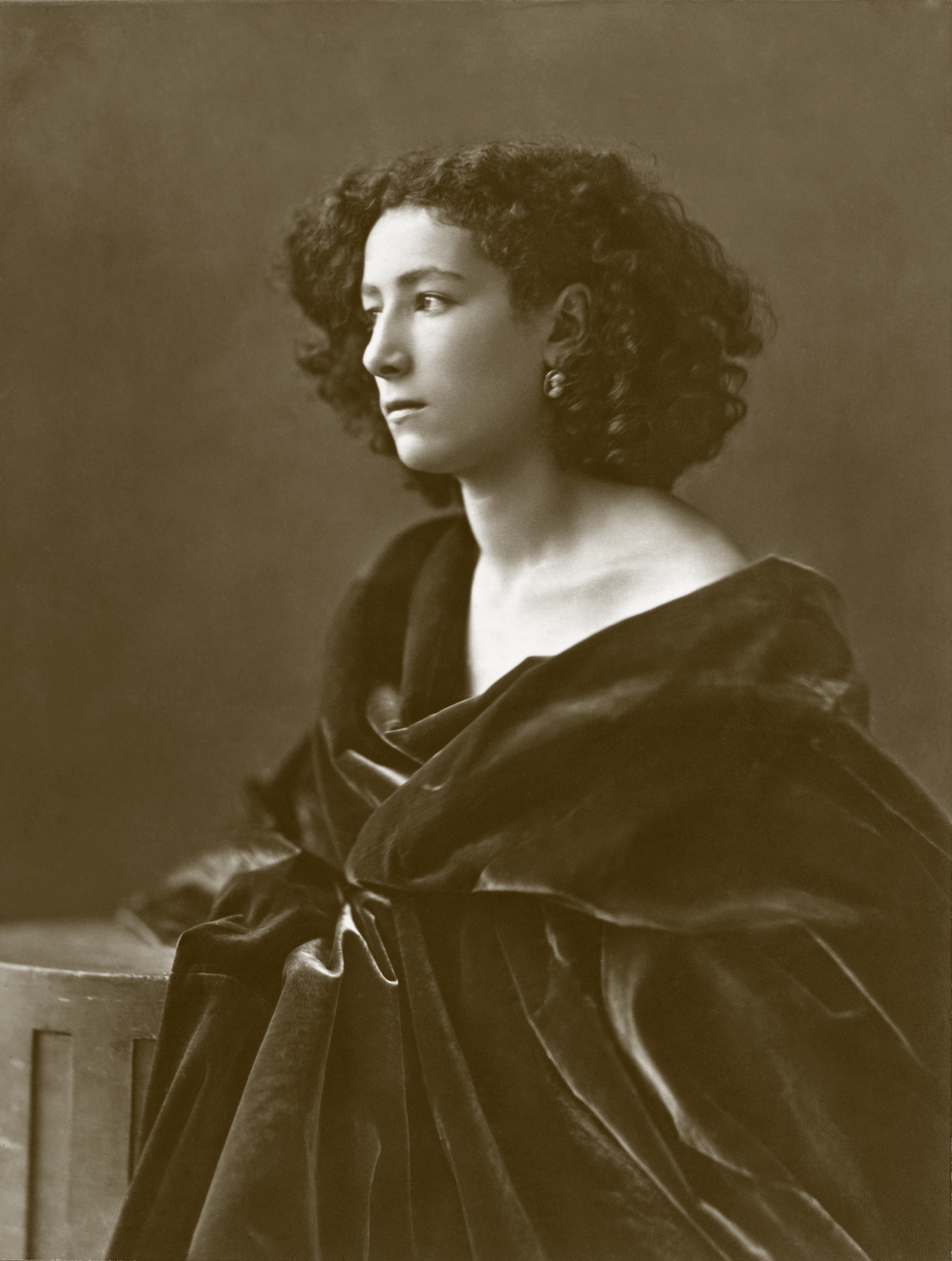
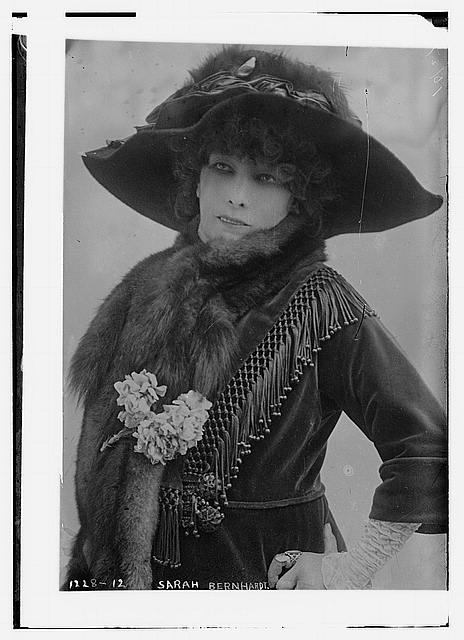
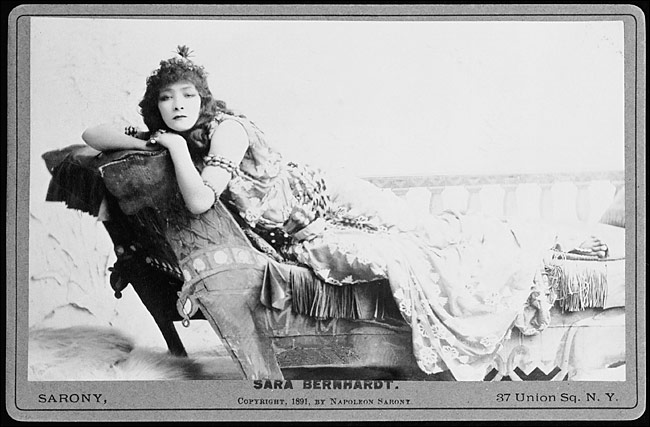
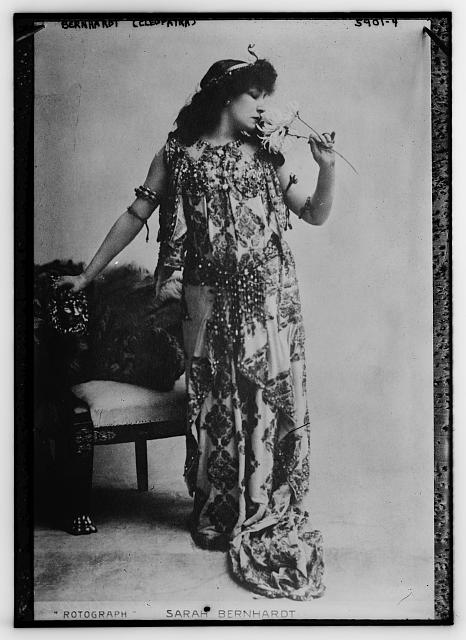
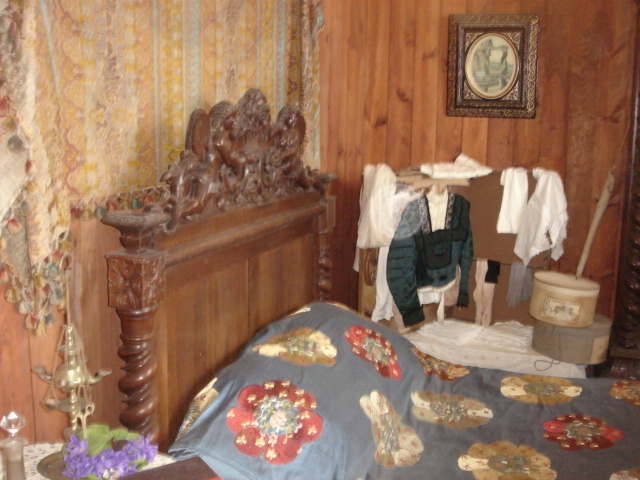

Lors d'une promenade sur la pointe des Poulains (en breton : Beg Er Pollen, pointe des rochers isolés ou bien Poul Awen, trou aux eaux tumultueuses), elle découvre ce fortin désaffecté à vendre, au milieu d'une nature sauvage de mer et de rochers, de bruyères, armérie maritime, tamarix, pourpier de mer, acanthes, genêts, cinéraires, asters, campanules... et cite « de l’horizon à perte de vue, et du ciel à perte de vue », « La première fois que je vis Belle-Île, je la vis comme un havre, un paradis, un refuge. J’y découvris, à l’extrémité la plus venteuse, un fort, un endroit spécialement inaccessible, spécialement inhabitable, spécialement inconfortable, et qui, par conséquent, m’enchanta ». Elle l'achète dans les heures qui suivent, puis y entreprend de gigantesques travaux d'ouvertures de fenêtres et larges baies, et d'aménagement intérieur avec décor théâtral, pour y passer toutes ses vacances d'été durant 30 ans, pour se reposer de ses nombreuses tournées triomphales mondiales. Elle en dit : « Belle-Île est une perle précieuse, une émeraude délicate, un diamant rare irisé par les reflets bleus du ciel et de la mer mêlés. J'aime infiniment cette île. » et « J’aime venir chaque année dans cette île pittoresque, goûter tout le charme de sa beauté sauvage et grandiose. J’y puise sous son ciel vivifiant et reposant de nouvelles forces artistiques ».

Pointe des Poulains
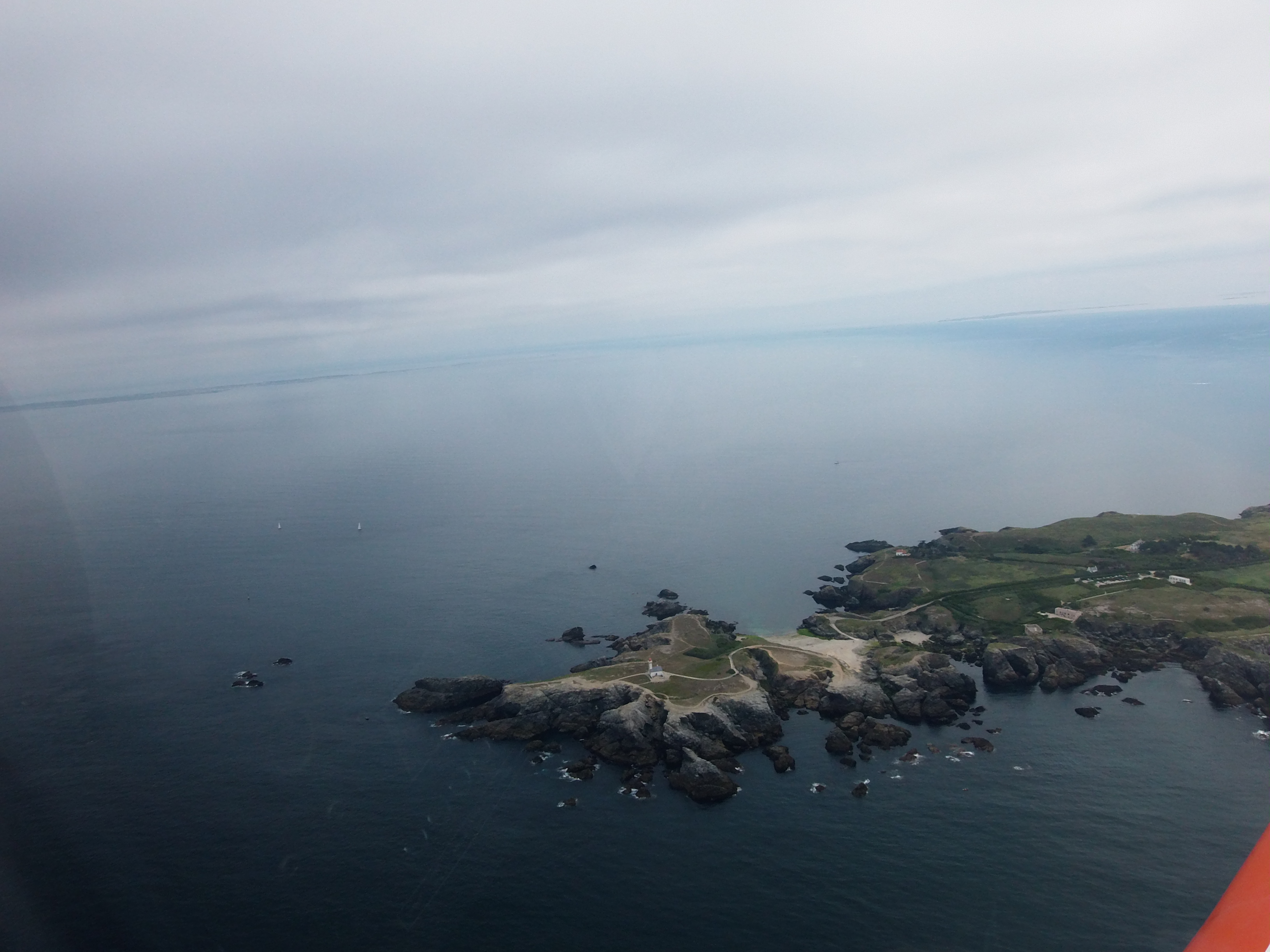
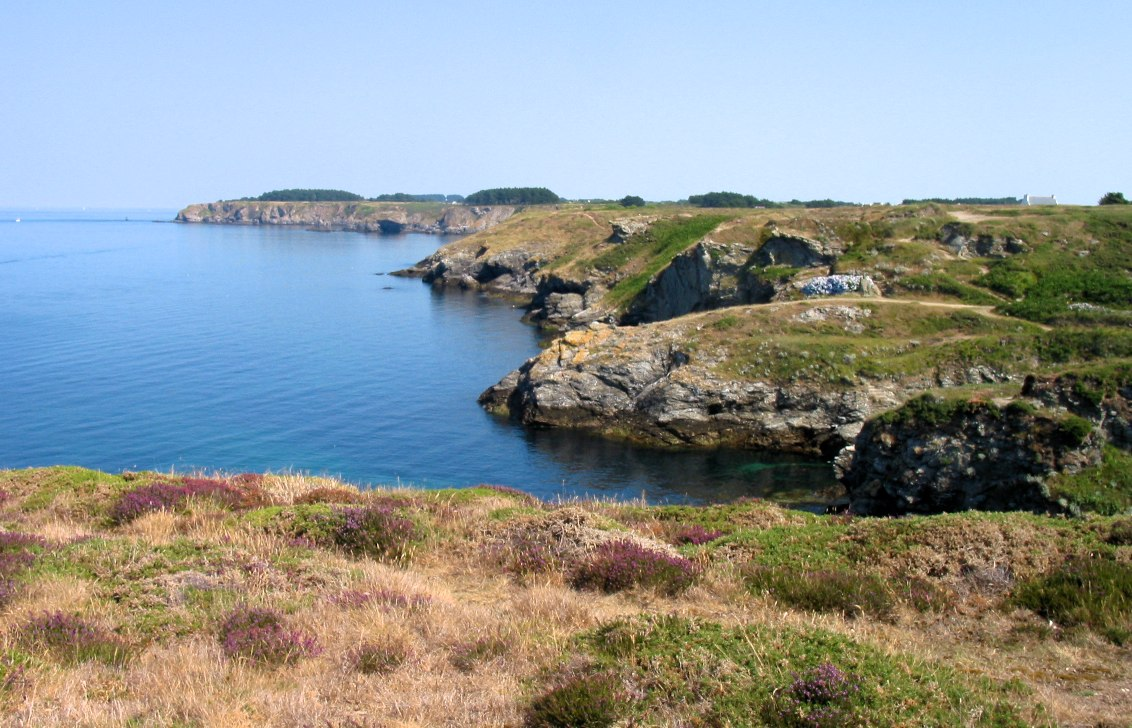
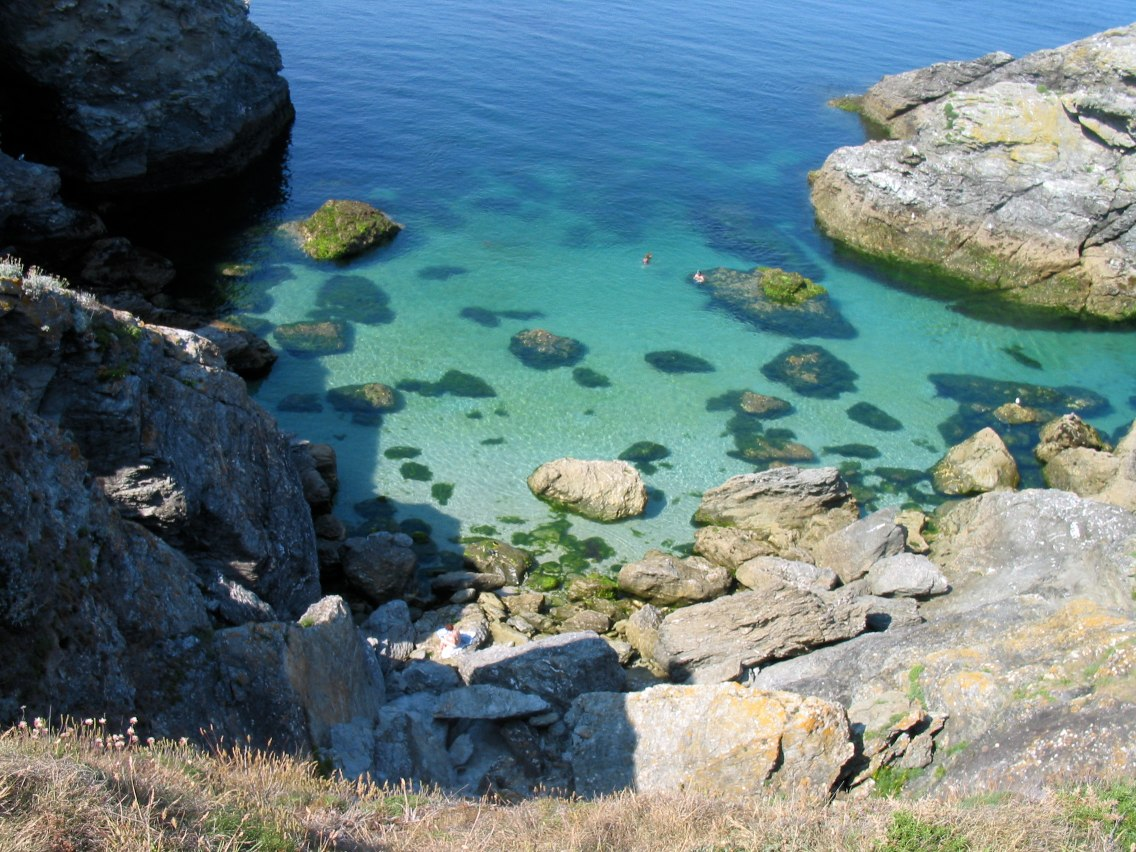
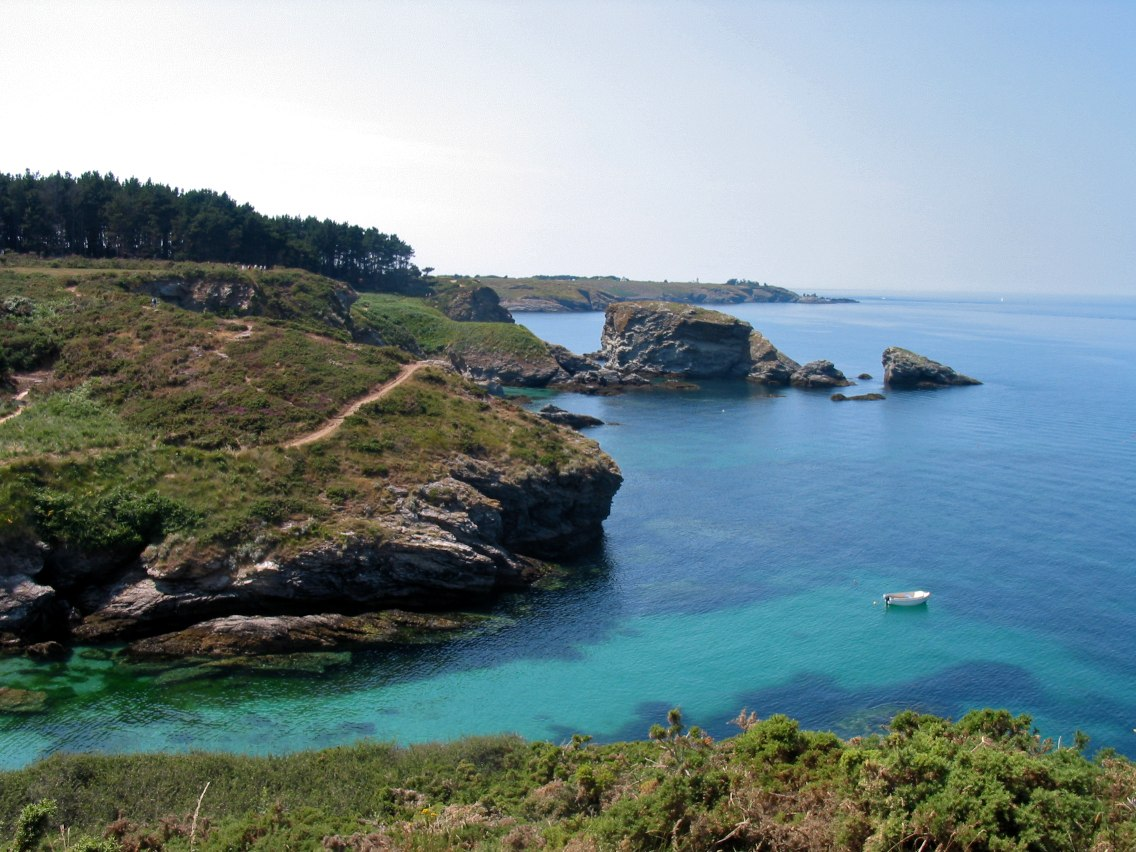

Elle étend son domaine sur 46 hectares, avec la ferme et le manoir de Penhoët (détruit durant la Seconde Guerre mondiale), deux maisons pour y recevoir ses très nombreux invités : la villa Lysiane (du prénom de sa petite-fille) et les Cinq parties du monde (rapport à ses tournées internationales), une basse-cour d'élevage, des courts de tennis, un jardin irrigué, et mur d'enceinte pour tenir à distance ses admirateurs...

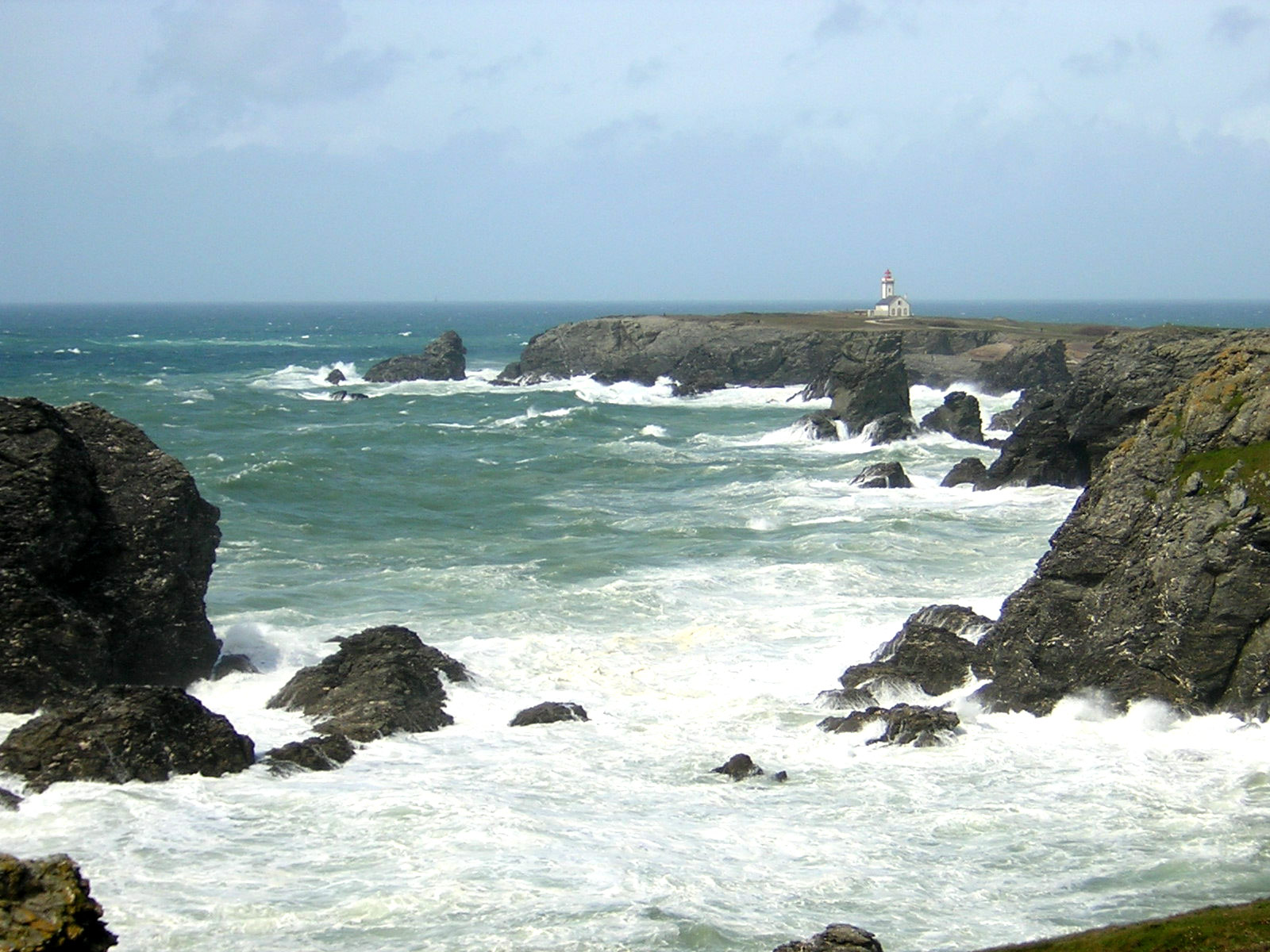
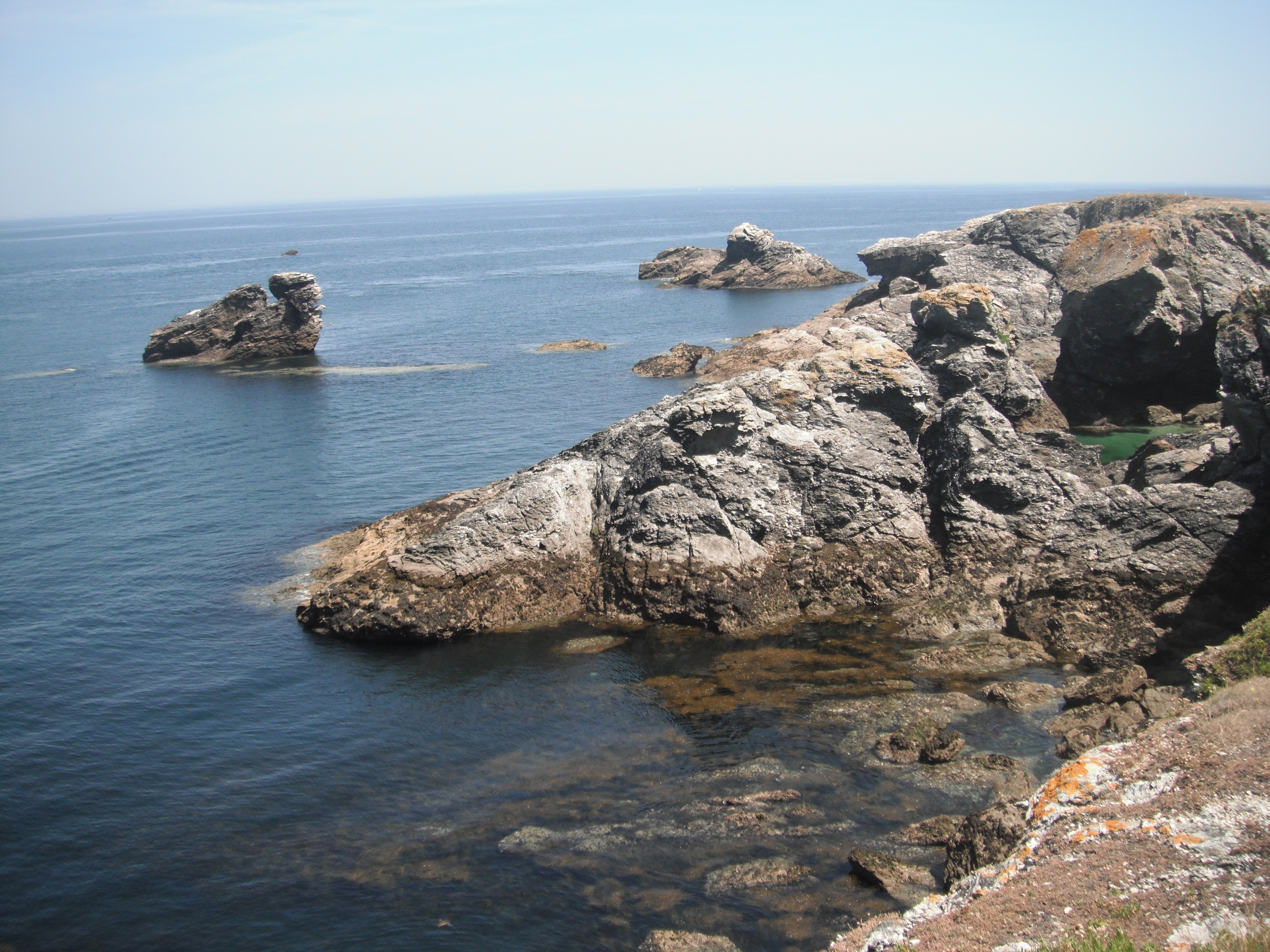
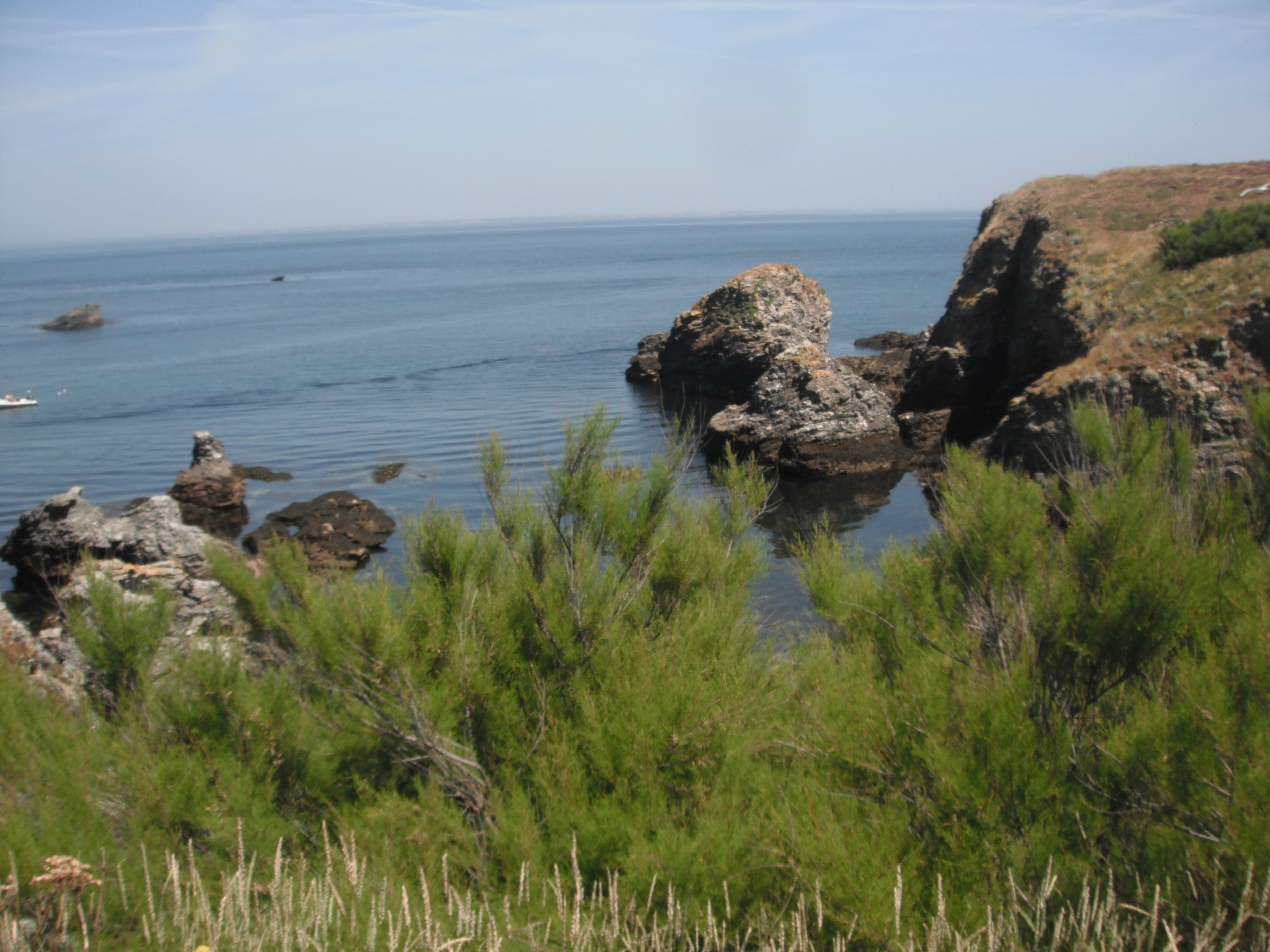
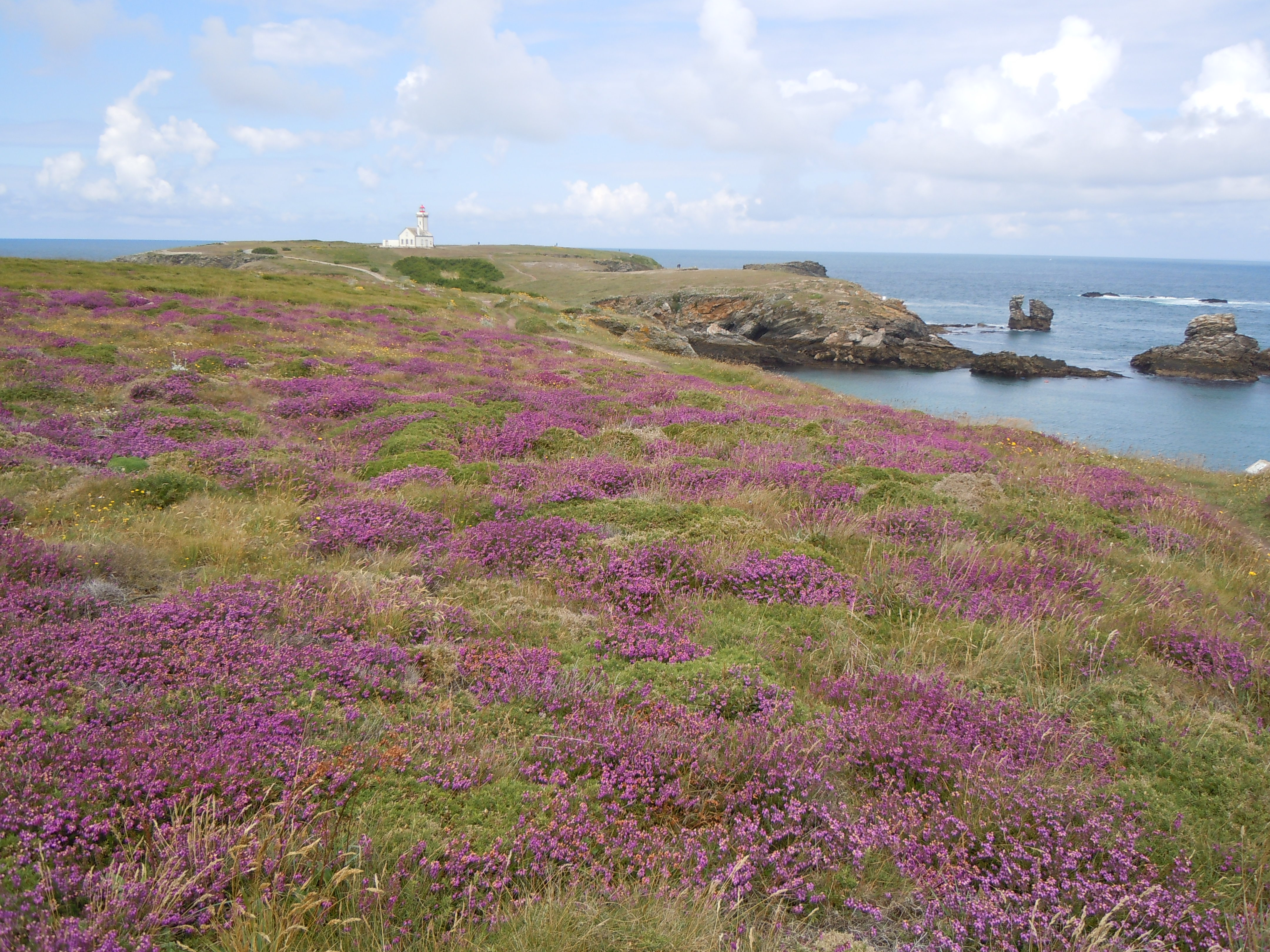

Celle que les habitants locaux surnomment « la dame Blanche », « la dame des Poulains » ou « la dame de Penhoët », passe ses vacances avec amis, famille, employés, et sa célèbre ménagerie (une dizaine de chiens, Bizi-Bouzon le perroquet, des caméléons, un hibou grand-duc, un singe, un boa, un crocodile...). Elle y pêche à la crevette en robe blanche, cuisine, se fait bronzer au soleil, se promène, fait des excursions, des pique-niques, joue au tennis, reçoit de prestigieux invités dont le roi Édouard VII du Royaume-Uni...
En 1922, malade, surendettée, et amputée d'une jambe depuis 1915, elle est obligée de vendre sa propriété la mort dans l'âme. Elle disparaît l'année suivante et repose au cimetière du Père-Lachaise à Paris, malgré son vif désir d’être inhumée « face à la mer ».

## Musée Sarah Bernhardt
Après avoir été laissé longtemps à l’abandon, le fort et les deux villas sont acquis, restaurés et transformés en musée Sarah Bernhardt par le Conservatoire du littoral dans les années 2000. Avec 25 000 visiteurs annuels, il retrace la vie et l’œuvre de la célèbre tragédienne. Le décor théâtral des lieux est reconstitué le plus fidèlement possible à partir de photos, livres et documents d'époque. Des vêtements de la comédienne donnés par sa famille y sont exposés. Une importante partie du domaine de 46 hectares d'origine est transformé à partir de 1984 en golf de Belle-Île-en-Mer de 56 hectares.
Le musée de la citadelle de Belle-Île-en-Mer, de Le Palais, regroupe et expose également des objets personnels de Sarah Bernhardt, des sculptures et tableaux réalisés de sa main, quelques documents de presse d’époque ainsi que des affiches de ses spectacles.